# Bragança, Pará
Bragança är en stad och kommun i norra Brasilien och ligger vid Caetéfloden, i delstaten Pará. Kommunens befolkning uppgick år 2014 till cirka 120 000 invånare.

## Administrativ indelning
Kommunen var år 2010 indelad i sex distrikt:
- Almoço
- Bragança
- Caratateua
- Nova Mocajuba
- Tijoca
- Vila do Treme